# توی چشمات (ترانه رابین شولتس)
«توی چشمات» (به انگلیسی: In Your Eyes) ترانه‌ای از هنرمند اهل آلمان رابین شولتس است. این ترانه با همکاری آلیدا، خوانندهٔ نروژی‌تبار ساخته شد. توی چشمات توسط گروه موسیقی وارنر آلمان در تاریخ ۱۰ ژانویه ۲۰۲۰ منتشر شد.